# 定光寺
定光寺（じょうこうじ）は、愛知県瀬戸市定光寺町373にある臨済宗妙心寺派の寺院。

## 概要
山号は応夢山（おうむざん）。本尊は延命地蔵願王菩薩（地蔵菩薩）。桜や紅葉の名所としても知られている。寺域に隣接して尾張徳川家初代徳川義直の廟所である源敬公廟があるが、尾張徳川家の菩提寺ではない。

## 歴史
建武3年（1336年）、覚源禅師（平心處齊）が籐左衛門尉の案内で尾張国山田荘水野郷を訪れ、この地方の領主であった水野致国と美濃国小田の山内入道が開基檀越となり、臨済宗建長寺派の寺院として創建した。慶安2年（1649年）、喝堂全用が妙心寺派寺院として再興した。
慶安3年（1650年）に尾張徳川家初代徳川義直が没すると、寺域に隣接する山林にその翌年から3年をかけて源敬公廟（徳川義直廟墓）が造営され、尾張徳川家の庇護を受けるようになった。
尾張徳川家第19代当主・徳川義親のとき、同家が約300年間に造営した墓所約170基を廃し、徳川義直廟墓の隣の尾張徳川家所有地の地下に鉄筋コンクリート造の納骨堂を造成して、遺骨をまとめて納骨した。墓所の整理は1936年に完了。1976年（昭和51年）に義親が没した後、義親の遺骨も同所に納骨された。

## 源敬公廟
寺域に東接する、尾張徳川家初代徳川義直の廟所。源敬公（げんけいこう）は義直の諡号（しごう）。廟所正面に竜の門があり、その左右に築地塀が伸びる。塀で囲まれた内側に焼香殿と宝蔵、その先に唐門があり、唐門の奥に義直の墓標が立つ。義直の墓は慶安4年（1651年）、焼香殿などの周囲の建物は翌承応元年（1652年）に建立されたもので、参道途中にある獅子の門は元禄12年（1699年）の建立である。焼香殿、宝蔵などは禅宗様を基調とし、中国風の装飾を施している。建物6棟と墓1基が重要文化財に指定されている。
義直の墓に石垣をめぐらせたうちの1枚をはずすと、数百万両の軍用金が埋蔵してあるという伝説がある。

## 文化財

### 重要文化財
- 本堂（仏殿）附宮殿1基 - 通称無為殿、南北朝時代、明応2年（1493年）建立
- 源敬公廟（6棟、1基） 
  - 獅子の門
  - 竜の門
  - 築地塀
  - 焼香殿（祭文殿）
  - 宝蔵（祭器蔵）
  - 唐門
  - 源敬公墓　
  - 附：参道、殉死者墓9基、石柵4所
- 太刀 銘助重
- 太刀 銘守家

※ 源敬公廟と尾張徳川家納骨堂は定光寺でなく、個人（尾張徳川家）の所有。

### 愛知県指定文化財
- 御深井釉木瓜形水盤　瀬戸蔵ミュージアム寄託
- 御深井釉唐草文双耳水甕　瀬戸蔵ミュージアム寄託

### 瀬戸市指定文化財
- 祠堂帳[5]
- 直入橋
- 木造覚源禅師坐像

### その他
- 木造地蔵菩薩坐像 - 本尊

## ギャラリー

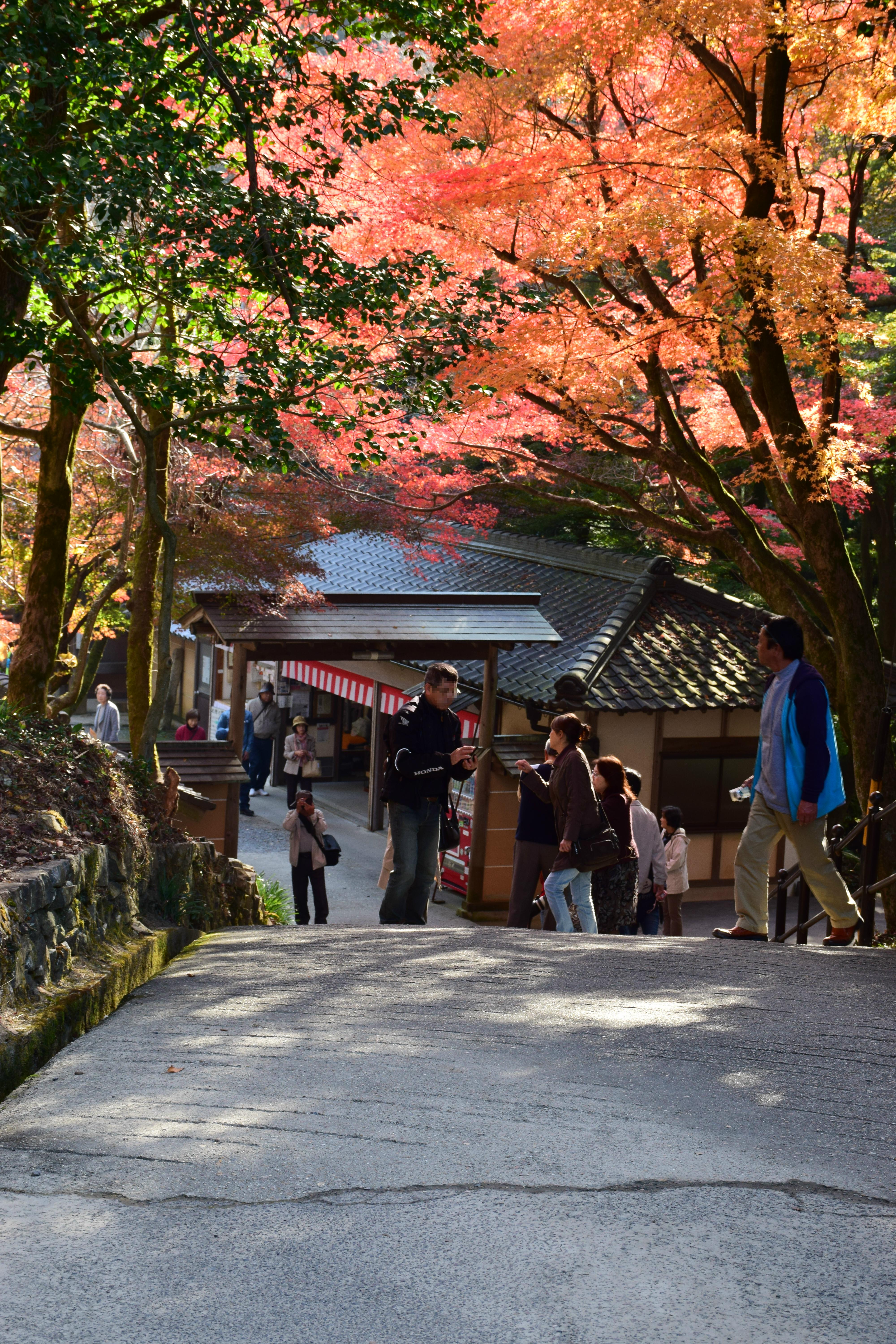
定光寺境内
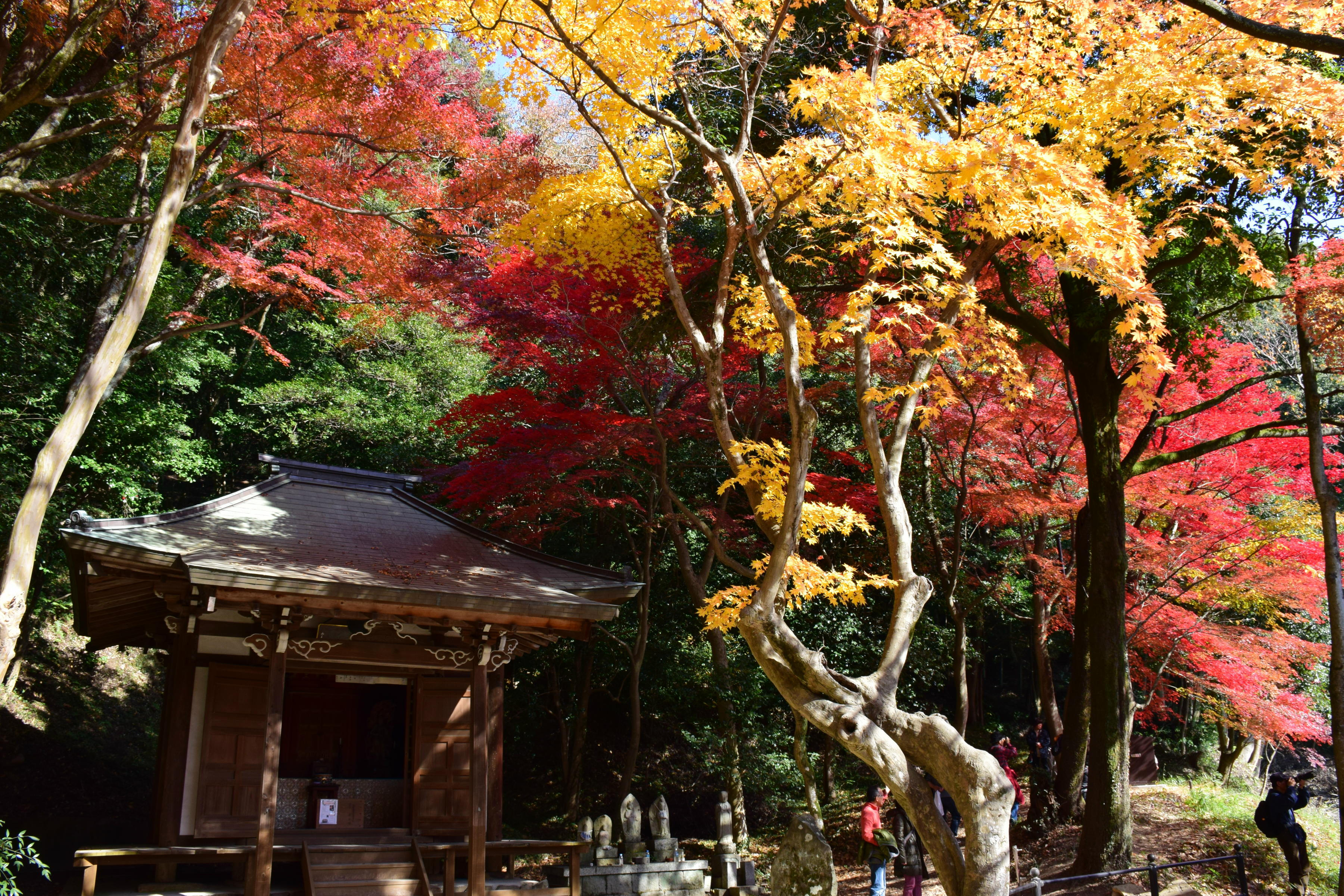
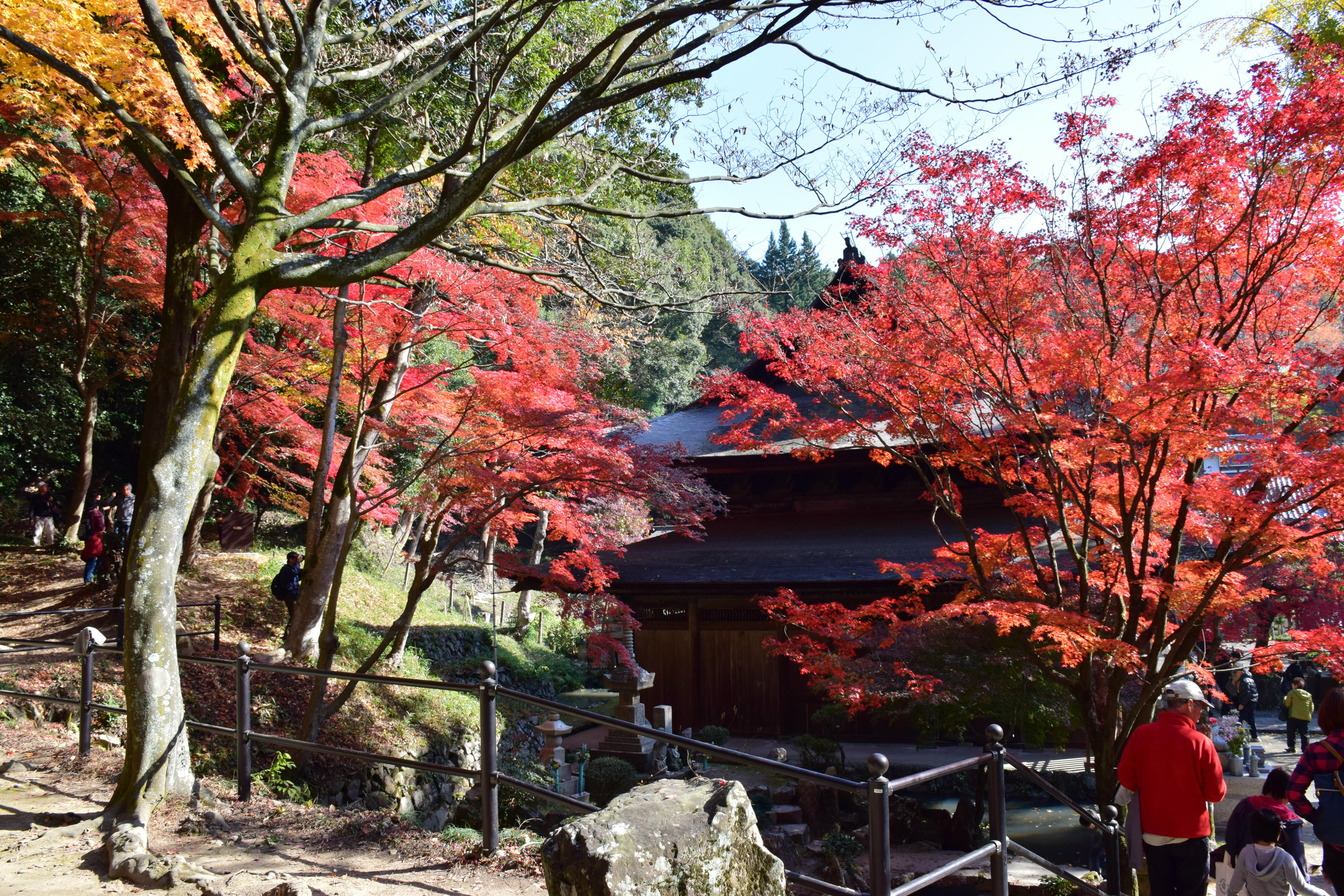
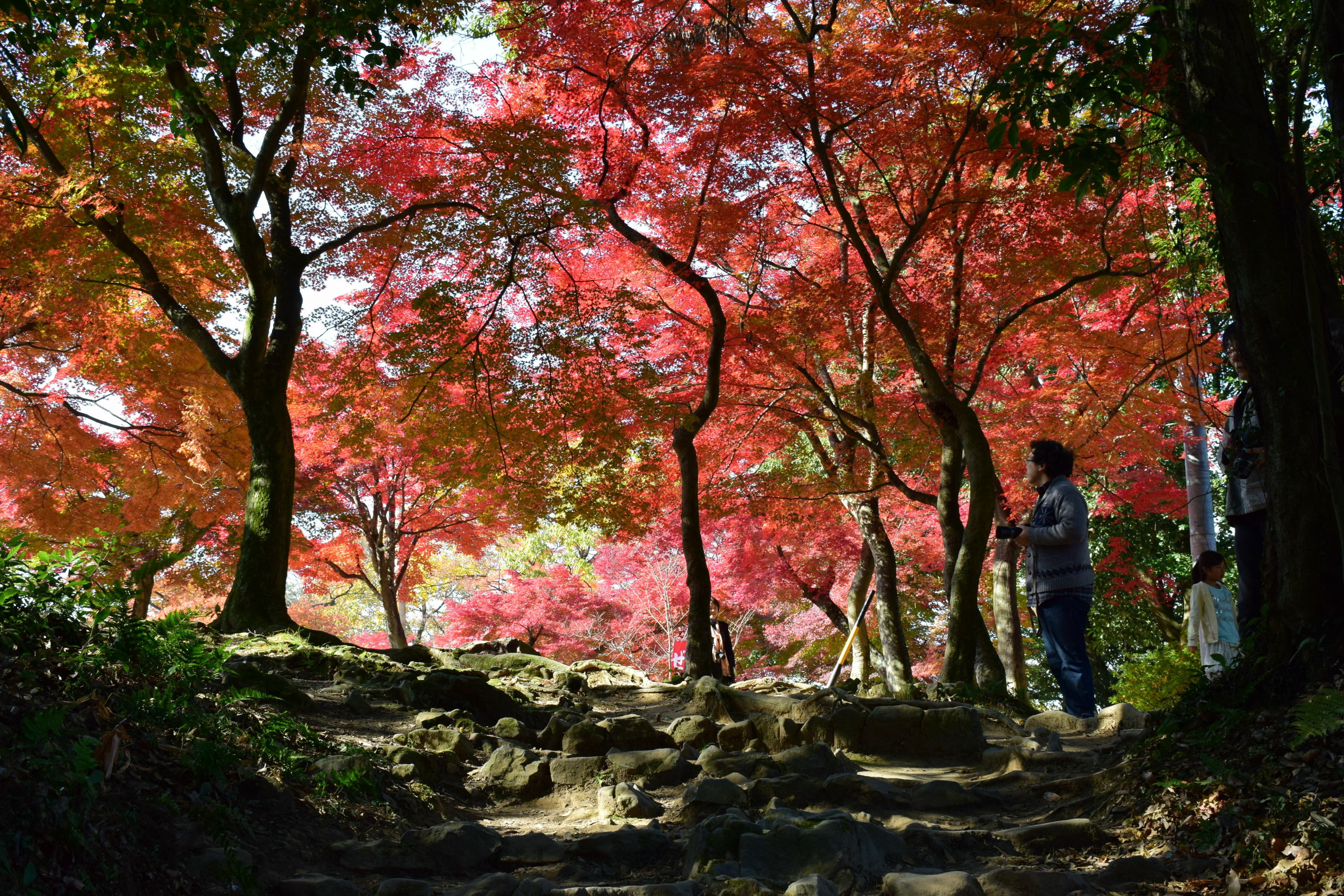
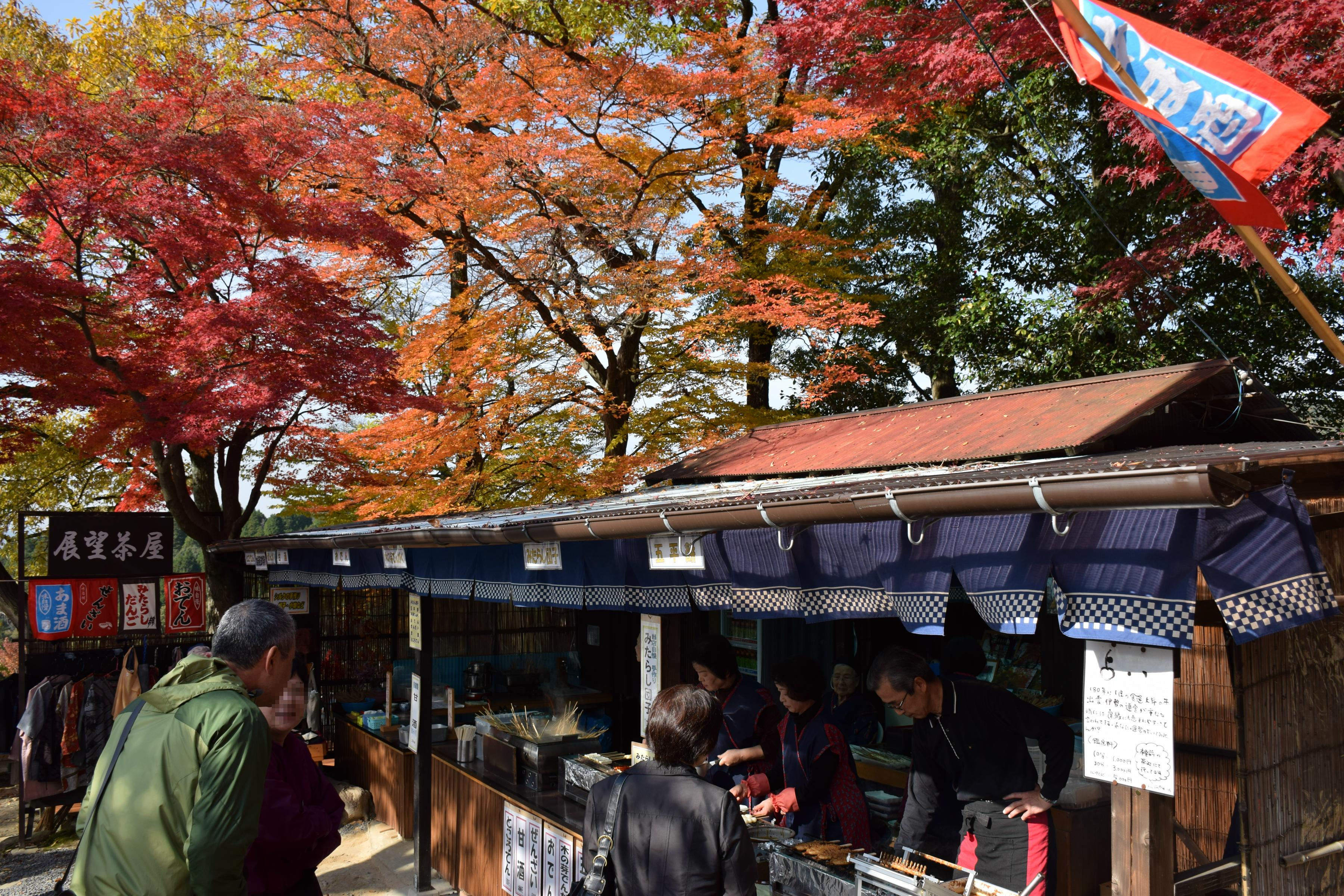
展望茶屋
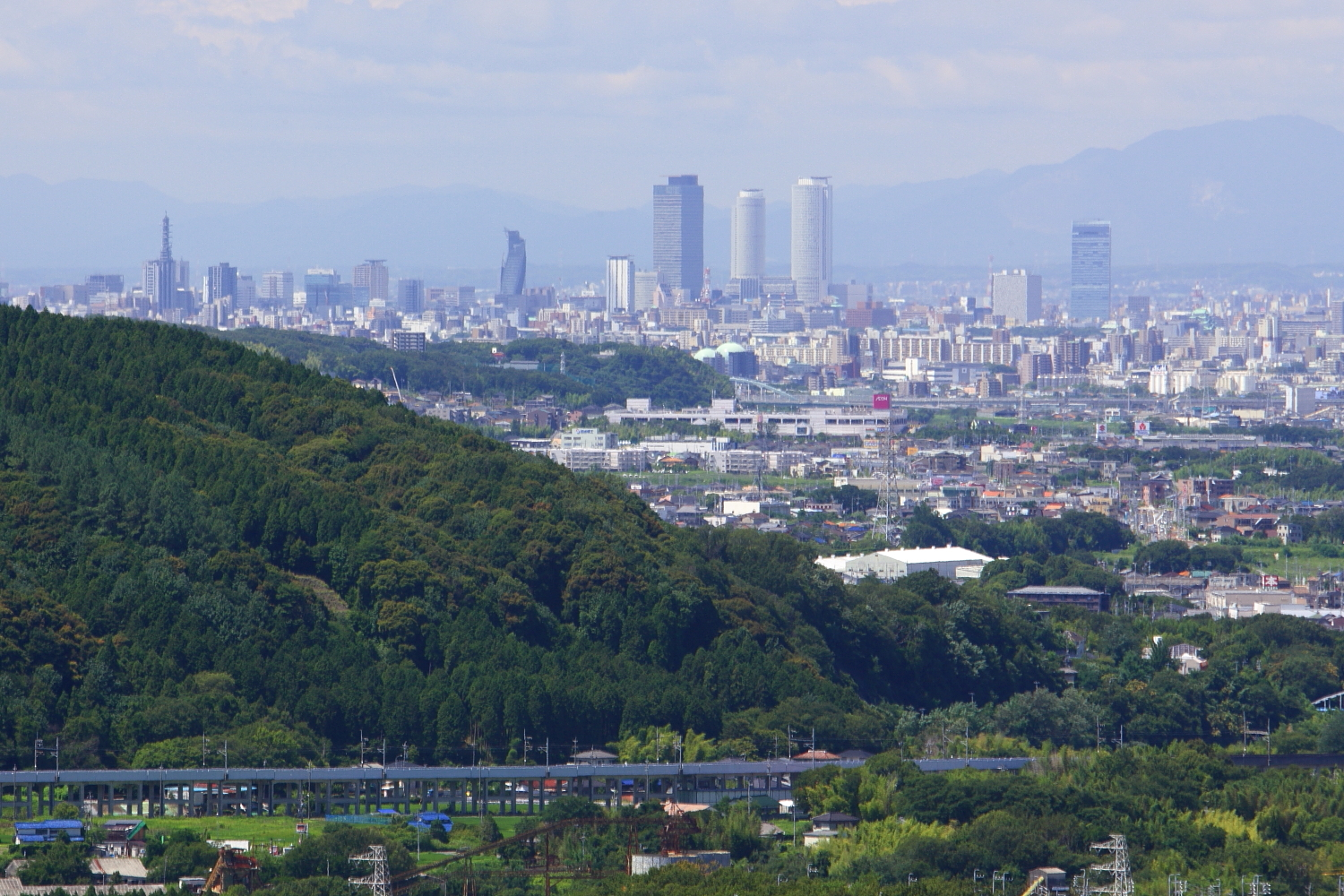
展望台から名古屋方面を望む
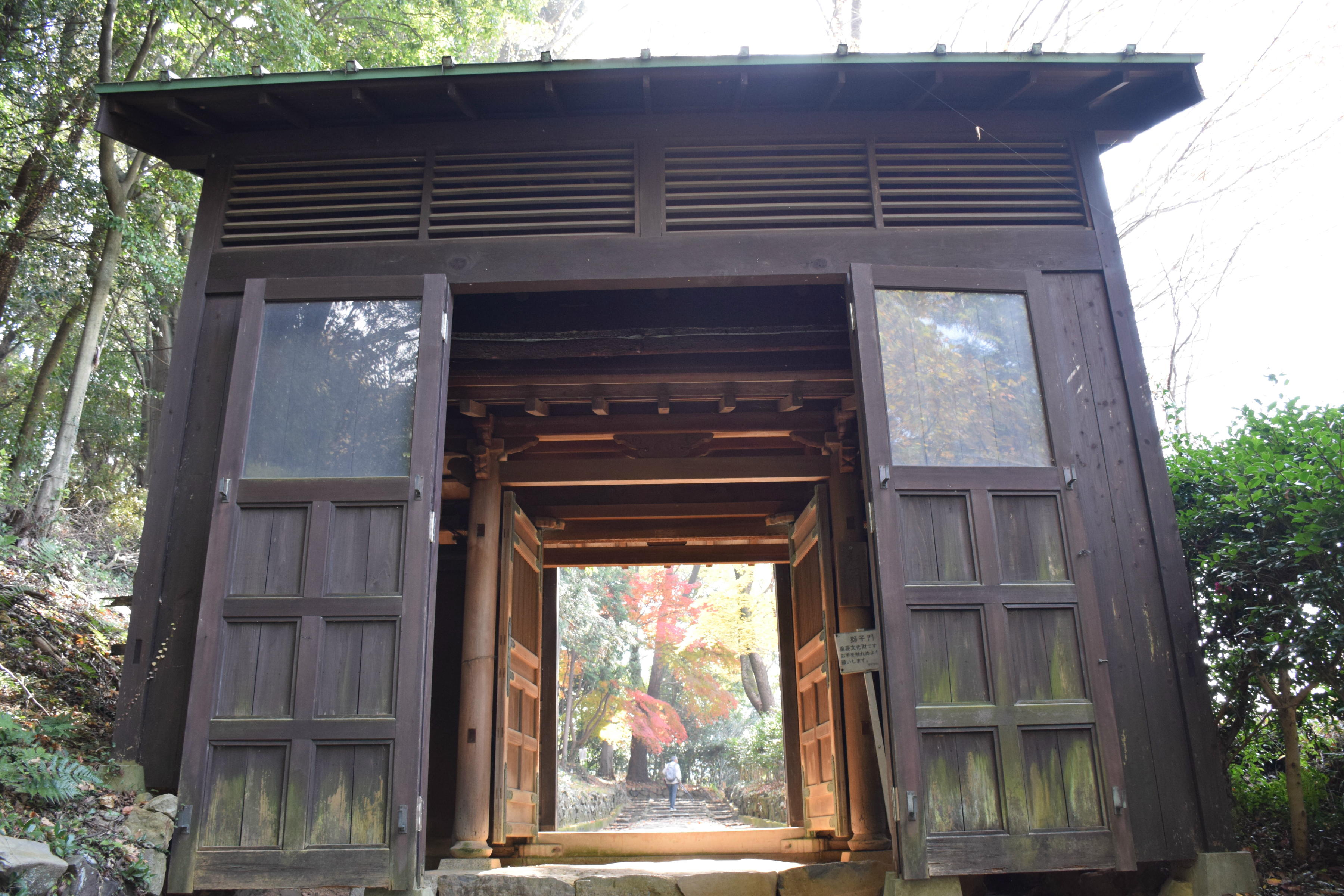
源敬公廟 獅子の門（覆屋内）
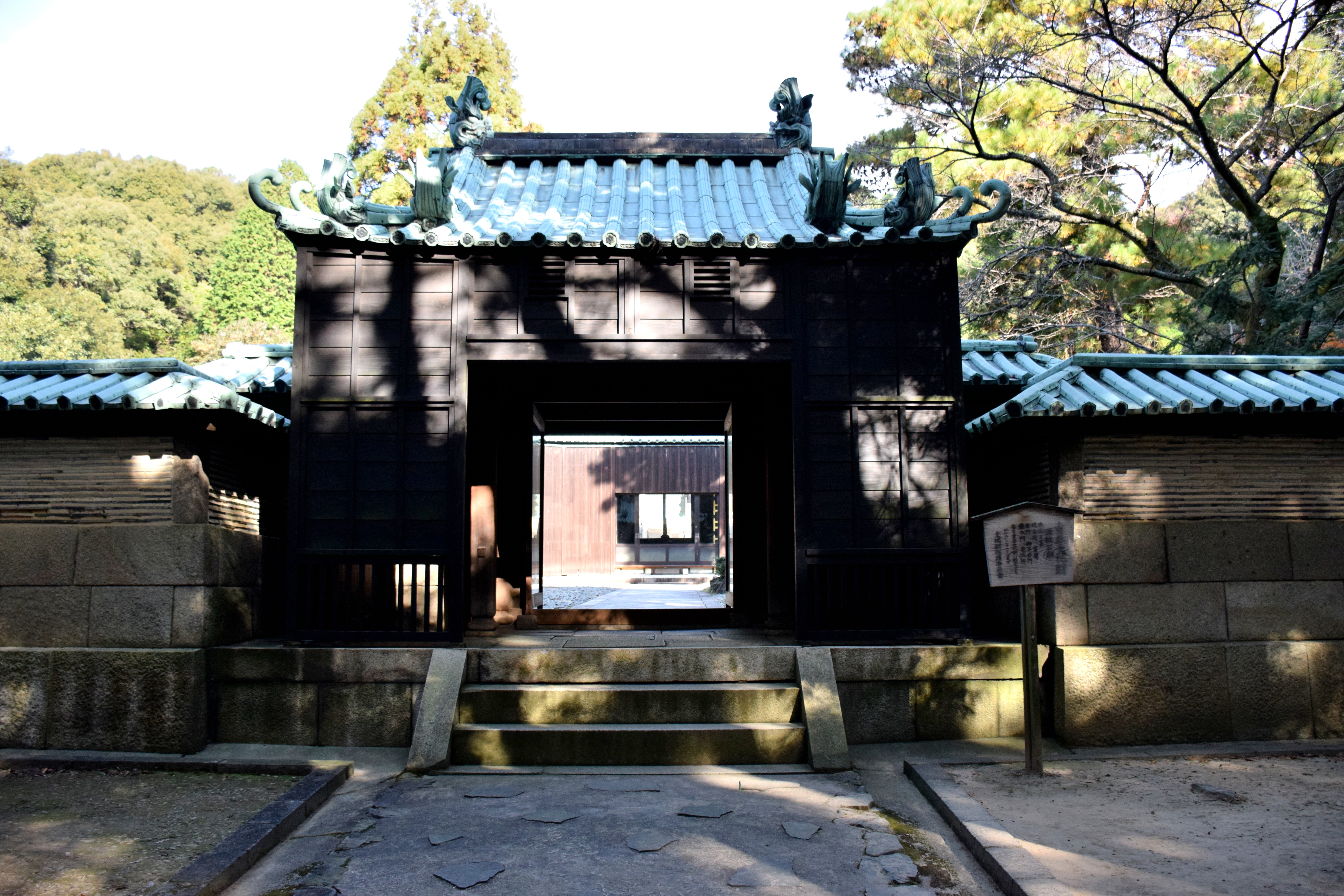
源敬公廟 竜の門（覆屋内）
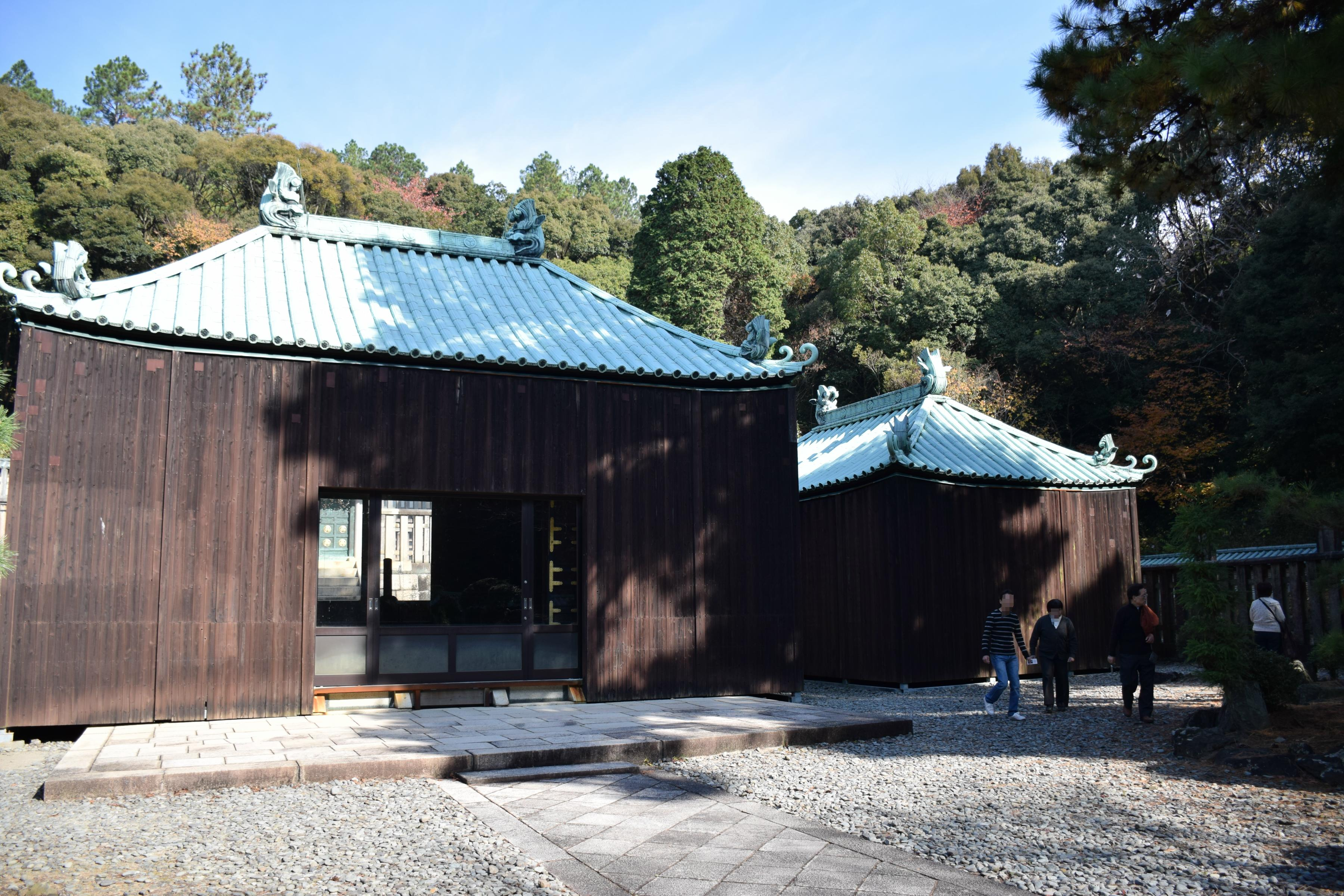
源敬公廟 焼香殿と宝蔵（覆屋内）
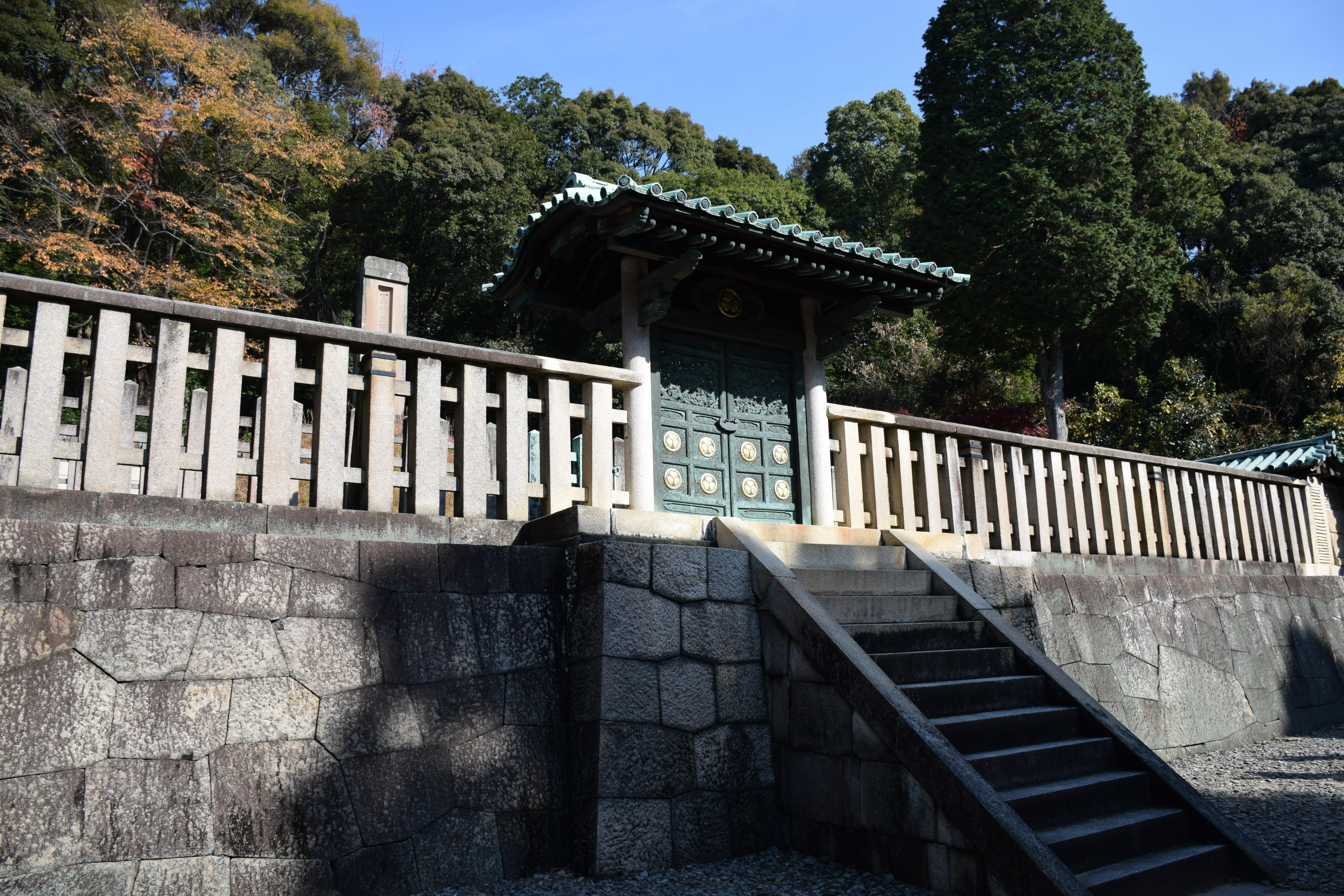
唐門と源敬公墓
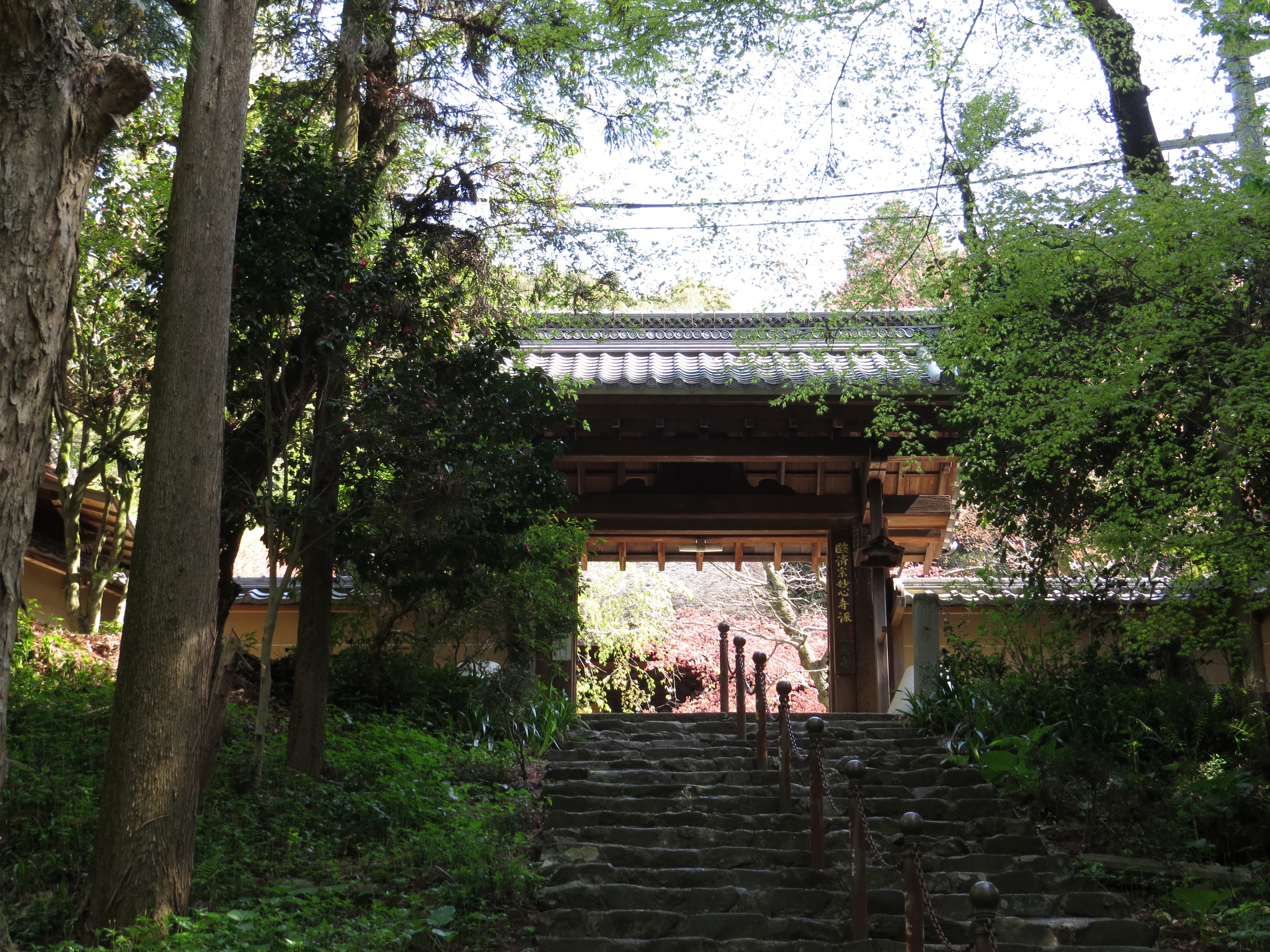
参道と山門

## 所在地
- 愛知県瀬戸市定光寺町373

## 交通アクセス
- JR中央本線 定光寺駅から徒歩で約25分。
- 瀬戸市コミュニティバス「定光寺公園」バス停下車。

## 近辺の名所施設
- 東海自然歩道
- 定光寺公園
- 玉野川渓谷（定光寺渓）
- 瀬戸市野外活動センター（キャンプ場、フィールドアスレチックなど）